# Marcos
Marcos, właśc. Marcos Roberto Silveira Reis (ur. 4 sierpnia 1973 w São Paulo) – brazylijski piłkarz grający na pozycji bramkarza. Z reprezentacją Brazylii, w której barwach wystąpił 29 razy, zdobył w 2002 roku Puchar Świata. Całą karierę spędził w brazylijskim klubie SE Palmeiras.

## Kariera piłkarska
W drużynie narodowej zadebiutował 13 listopada 1999 w spotkaniu z Hiszpanią, ale przez kolejne lata był tylko zmiennikiem Didy. Na kolejny występ w barwach canarinhos czekał do lipca 2001 roku.
Miejsce w bramce reprezentacji otrzymał dopiero, kiedy selekcjonerem został Luiz Felipe Scolari, który był jego trenerem w SE Palmeiras. Felipão, mimo iż miał również do dyspozycji bardziej znanego i cenionego w Europie Didę, na mistrzostwach świata 2002 także zaufał 28-letniemu Marcosowi i, zdaniem wielu komentatorów, nie zawiódł się. W czasie turnieju bramkarz kilkakrotnie ratował canarinhos przed utratą goli, został wybrany na najlepszego zawodnika meczu 1/8 finału z Belgią. Brazylijscy dziennikarze uznali go za godnego następcę najwybitniejszych golkiperów Brazylii – Gilmar i Émerson Leão.

## Sukcesy piłkarskie
- SE Palmeiras
  - Campeonato Brasileiro Série A: 1993, 1994
  - Campeonato Paulista: 1993, 1994, 1996, 2008
  - Torneio Rio-São Paulo: 1993, 2000
  - Taça Maria Quitéria: 1997
  - Trofeo Naranja: 1997
  - Copa do Brasil: 1998
  - Copa Mercosur: 1998
  - Copa Libertadores de América: 1999
  - Copa dos Campeões: 2000
  - Campeonato Brasileiro Série B: 2003
- Reprezentacja Brazylii
  - Mistrzostwa Ameryki Południowej U–20: 1992
  - Copa América: 1999
  - Mistrzostwo Świata: 2002
  - Puchar Konfederacji: 2005